# Lead sheet

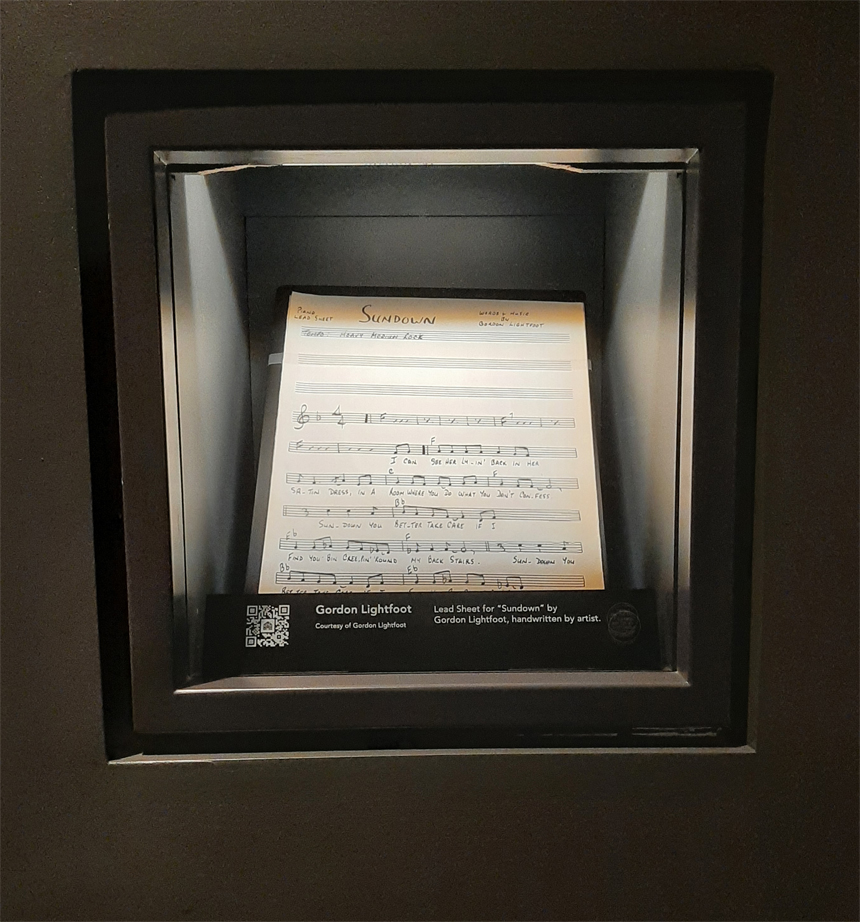
Exemple de lead sheet.

Une lead sheet est une partition représentant de manière synthétique les éléments caractéristiques d'un morceau : mélodie, harmonie et éventuellement paroles, établissant la même fonction qu'un « score » de chef d'orchestre. Il n'existe par de terme français pour désigner ce type de support. On pourrait éventuellement parler de conducteur, mais une lead sheet est plus synthétique. À défaut, on utilise le terme en anglais.

## Caractéristiques
Ce format est beaucoup utilisé par les musiciens en musique moderne : jazz, rock et autres styles de musique populaire. L'harmonie est le plus souvent représentée avec le chiffrage américain (symboles d'accords utilisant des lettres).